# استرافورد (پنسیلوانیا)
استرافورد (به انگلیسی: Strafford) یک منطقهٔ مسکونی در ایالات متحده آمریکا است که در پنسیلوانیا واقع شده‌است.